# 은평고등학교
은평고등학교(恩平高等學校)는 대한민국 서울특별시 은평구 구산동에 있는 공립 고등학교이다.

## 학교 연혁
- 2009년 3월 1일 : 초대 한경연 교장 취임
- 2009년 3월 2일 : 제1회 입학식(261명)
- 2012년 2월 8일 : 제1회 졸업(240명)
- 2020년 3월 1일 : 차혁성 교장 취임
- 2022년 2월 11일 : 제11회 졸업식(179명) 총 2,274명 졸업
- 2022년 3월 2일 : 제14회 입학식(174명)

## 참고 자료
- 은평고등학교 - 한국교육학술정보원 학교알리미